# Gabriel Sosa Plata
Gabriel Sosa Plata es un académico, comunicador y periodista mexicano especializado en políticas públicas de la comunicación y derechos de las audiencias. Es defensor de audiencias del Canal 44 y Radio UdeG de la Universidad de Guadalajara y del Sistema Mexiquense de Medios Públicos así como conductor del programa Media 20.1 que se transmite por TV UNAM. Escribe la columna Medios y Telecom en el medio digital POPLAB.
A lo largo de su carrera, ha ocupado diferentes cargos, entre ellos Defensor de las Audiencias de Canal 22, ombudsman de la radiodifusora Noticias MVS, mediador del Instituto Mexicano de la Radio (IMER), presidente de la Organización Interamericana de Defensoras y Defensores de las Audiencias (OID), director de Radio Educación  y coordinador del Consejo Editorial de Revista Mexicana de Comunicación.

### Obra
- Días de radio: cien años de la radio en México, 2021
- Las mil y una radios (McGraw-Hill, 1997)
- Innovaciones tecnológicas de la radio en México (Fundación Manuel Buendía, 2004)